# António Aragão
António Manuel de Sousa Aragão Mendes Correia (São Vicente, Ilha da Madeira, 22 de Setembro de 1921 — Funchal, 11 de Agosto de 2008) foi um escritor, poeta, historiador e pintor português.

## Biografia
Pintor, escultor, historiador, investigador, escritor e poeta, António Aragão foi um dos maiores vultos da cultura portuguesa, do século passado até aos dias da sua morte física, acontecida em 2008.
António Aragão nasceu em Portugal, na ilha da Madeira, em S. Vicente, a 22 de Setembro de 1921. Faleceu no Funchal a 11 de Agosto de 2008. Cedo quebrou as barreiras do isolamento geográfico para alcandorar-se aos palcos académicos e depois ganhar, com elevado mérito, estética, arte e técnica, um lugar de vanguarda na cultura portuguesa.
Licenciado em Ciências Históricas e Filosóficas pela Faculdade de Letras da Universidade de Lisboa e em Biblioteconomia e Arquivismo pela Universidade de Coimbra. Estudou Etnografia e Museologia em Paris, sob a orientação do Director do Conselho Internacional de Museus da UNESCO. Cursou no Instituto Central de Restauro de Roma, onde se especializou em restauro de obras de Arte e estagiou no laboratório de restauro do Vaticano. Foi bolseiro da Fundação Calouste Gulbenkian em Paris e Roma.
Homem de criatividade rica, irrequieto, polémico, inconformado, por vezes excêntrico até, deixou a sua marca pessoal indelével por onde passou. Era difícil não dar por ele quando metia mãos à obra, quer fosse na investigação da história e da etnografia, quer quando esculpia, pintava ou escrevia. A proporção do acervo que legou a Portugal, e em particular à Madeira, é muito mais rico, em quantidade e qualidade, do que o reconhecimento e merecimento que devia ter recebido da região e do país. Desse ponto de vista, ainda está por fazer-se a verdadeira homenagem a António Aragão, apesar de, ainda em vida e num gesto essencial, ter recebido da Câmara Municipal do Funchal uma rua da cidade com o seu nome.

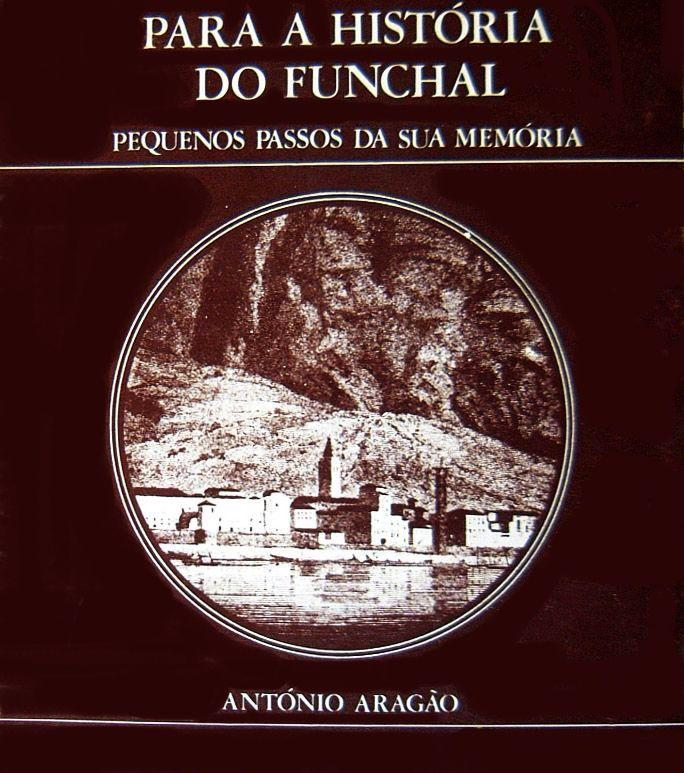
António Aragão - Para a História do Funchal, 1979

Foi Director do Arquivo Regional da Madeira, e também Director do Museu da Quinta das Cruzes (Funchal). Era irmão de Ruth Aragão de Carvalho, falecida esposa do actor Ruy de Carvalho. É pai de Marcos Aragão Correia, Advogado de Leonor Cipriano.

## Resumo da obra
Como investigador da História da Madeira, publicou: Os Pelourinhos da Madeira. Funchal. 1959; O Museu da Quinta das Cruzes. Funchal, 1970; Para a História do Funchal - Pequenos passos da sua memória. Fx. 1979; A Madeira vista por estrangeiros, 1455-1700. Funchal. 1981; As armas da cidade do Funchal no curso da sua história. Funchal. 1984; Para a história do Funchal - 2ª Edição revista e aumentada. Funchal. 1987; O espírito do lugar. A cidade do Funchal. Lisboa. 1992.
Dos estudos realizados destaca-se as escavações no lugar do Aeroporto, onde se erguia antes o Convento quinhentista de Nª Sra da Piedade, Santa Cruz, 1961.
Das escavações feitas resultou o levantamento da planta geral deste Convento Franciscano e o estudo das suas características tipológicas, além da exumação de variado espólio, do qual se destaca grande diversidade de padrões de azulejaria hispano-mourisca ou mudéjar, proveniente do Sul de Espanha, e também múltiplos exemplares de azulejaria portuguesa seiscentista e de setecentos, assim como elementos primitivos em cantaria lavrada – portais do convento, janelas, arco triunfal da igreja, condutas de águas, lajes tumulares, pavimentos, hoje depositado nos jardins da Qta Revoredo, Casa da Cultura de Sta Cruz,
Todos os trabalhos foram devidamente documentados com plantas rigorosas, desenhos e fotografias. Este trabalho encomendado pela Junta Geral do Distrito do Funchal foi entregue nesta Instituição e, por sua vez, na época, depositado, em parte, no Museu Quinta das Cruzes.
Na área da etnografia efectuou recolhas ao nível da música tradicional da Madeira e do Porto Santo, em 1973, em co-autoria com o professor e músico Artur Andrade, com divulgação em 2 discos L.P.,em 1984.
Na área da literatura participou em acções colectivas, antologias, e outras manifestações significativas: em 1964 organizou com Herberto Helder o "1º caderno antológico de Poesia Experimental" (Cadernos de Hoje, MONDAR editores), marco histórico da poesia portuguesa; Visopoemas, 1965; Ortofonias (com E. M. de Melo e Castro), 1965; Operação I. 1967; Hidra I. 1968; Hidra 2. 1969; Antologia da Novíssima Poesia Portuguesa. 1971; Antologia da Poesia Concreta em Portugal. 1973; Antologia da Poesia Visual Europeia. 1976; Antologia da Poesia Portuguesa. 1940-1977. 1979; Antologia da Poesia Surrealista em Portugal; OVO/POVO. 1978. Lisboa e 1980, Coimbra; PO.EX. 80. Galeria Nacional de Arte Moderna, Lisboa, 1980 e 1981; Filigrama. (Revista de expansão internacional). Co-fundador. 1981, Funchal; Líricas portuguesas. Antologia. 1983; Poemografias. 1985; I Festival Internacional Poesia Viva. 1987, Figueira da Foz; Poesia: outras escritas, Novos suportes. 1988, Setúbal; Electroarte. Vala Comum. Lisboa. 1994.
A nível internacional realça-se a sua participação em Sevilha, 1980; em 1982, Itália e Brasil; 1983, Cuenca; 1984, Comuna de Milão, Itália; 1984, São Francisco, U.S. A. e Barcelona; 1985, Israel e New York; 1986, México e Sevilha; 1987, México e França; 1989, Itália e Paris; 1990, Siegen, Alemanha, México e Washington. U.S.A.; e 1992, Madrid.
Colaborou em diversas manifestações de Mail-Art and Exchange, divulgando os seus trabalhos em revistas da especialidade.
Escreveu no Comércio do Funchal; Línea Sud. Nápoles; Letras e Artes. Lisboa; Express; Colóquio-Artes/Fundação C. Gulbenkian; Diário de Notícias, Lisboa; Comércio do Porto; Espaço Arte. I.S.A.P.M. e DN-Funchal;
Na ficção destaque para: Romance de Izmorfismo, 1964; Um buraco na boca, 1971; Os 3 Farros (com Alberto Pimenta), 1984; Textos do Apocalipse, 1992.
Na área da poesia referência para: Poema primeiro, 1962; Folhema I e Folhema 2, 1966; Mais excta mente p(r)o(bl)emas, 1968; Poema azul e branco, 1971. Os Bancos, 1975; Poesia espacial POVO/OVO (áudio-visual), 1977; Matenemas, 1981; Pátria, Couves, Deus, etc, 1982; Joyciaba. In Joycina, 1982.
Para teatro escreveu o Desastre NU, em 1980, que foi Prémio Nacional.

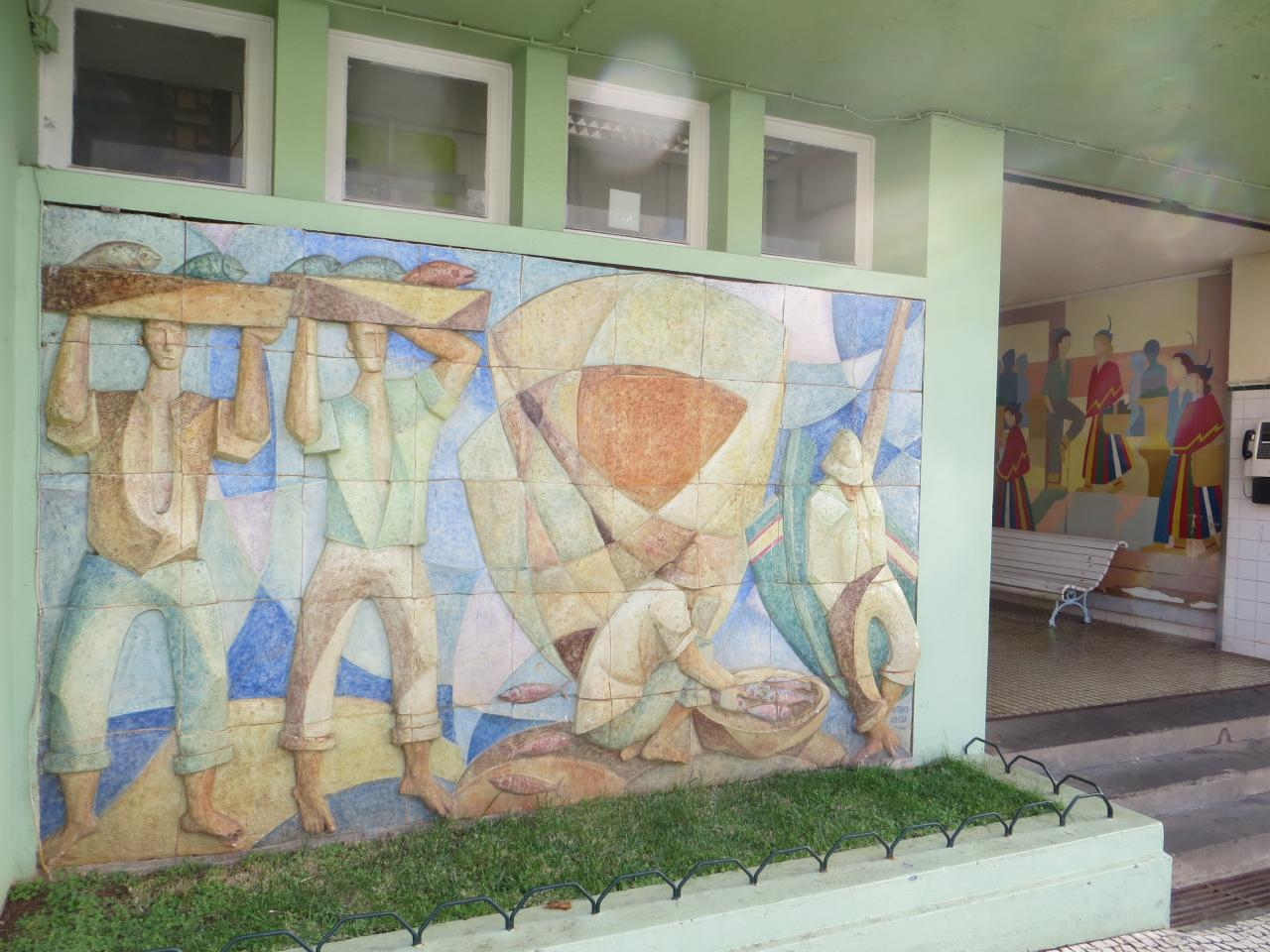
Santa Cruz - Madeira

Como artista plástico destacou-se tanto na pintura como na escultura. Na área da escultura realce para a Santa Ana, em cantaria rija, na Câmara Municipal de Santana, 1959; o Padrão / monumento alusivo ao V centenário da morte do Infante D. Henrique (vulgo “Pau de Sabão”), escultura em cantaria rija, integrada no projecto do arquitecto Chorão Ramalho, Porto Santo, 1960; Baixos–relevos, 2 painéis em cerâmica policroma, alusivos à faina marítima e à actividade agrícola. Mercado Municipal de Santa Cruz. 1962.
Na área da pintura tornou-se conhecido desde a década de 40, pelas diversas temáticas abordadas e exploração de técnicas diferenciadas. Realizou várias exposições em Portugal (Galeria Divulgação, Quadrante, Galeria III, Galeria Diferença, Fundação Calouste Gubenkian – II Exposição de Pintura Portuguesa) e no estrangeiro – Espanha (Madrid, Sevilha, Barcelona); México, França (Paris); Itália (Roma e Turim) encontrando-se representado em colecções particulares e oficiais em vários países, nomeadamente na Fundação Serralves, em Portugal.
António Aragão concretizou um projecto artístico contemporâneo baseado em novas tecnologias, numa casa que lhe pertenceu, situada na Lapa, em Lisboa. O projecto enquadrava uma "associação de educação popular" com uma galeria de arte vanguardista, ao qual foi atribuído o MECENATO pela Secretaria de Estado da Cultura.
Antes da doença prolongada de que padeceu até à sua morte, António Aragão, de volta ao Funchal, pintou os seus últimos quadros, que constituíram uma série à qual intitulou "os monstros", uma verdadeira crítica corrosiva à hipocrisia dominante na sociedade.
As últimas exposições individuais de António Aragão foram realizadas na Madeira.
Comissariadas por António Rodrigues, a antepenúltima, em Abril de 1996, na Casa da Cultura de Santa Cruz, integrou 16 dos seus últimos quadros, e ainda uma selecção retrospectiva de 13 trabalhos, em diferentes técnicas, realizados nas décadas de 50 e 60 do século XX. A penúltima, Exposição Retrospectiva, teve lugar na “Casa da Luz”, no Funchal.
A última exposição de António Aragão antes da sua morte, ocorreu no Museu de Arte Contemporânea da Madeira (Forte de S. Tiago, Funchal).
A família de António Aragão doou ao Arquivo Regional da Madeira grande parte do seu espólio histórico.